# Victoria Lee
Victoria Sun-hei Lee (Waipahu, Hawái; 17 de mayo de 2004 – 26 de diciembre de 2022) fue una artista marcial mixta estadounidense que compitió en la categoría de peso átomo de ONE Championship.

## Primeros años
Victoria Lee era la hermana de los también peleadores de artes marciales mixtas, Angela y Christian Lee, y fue la peleadora más joven de ONE Championship. Los padres de Victoria eran un singapurense-chino, Ken Lee, y una surcoreana-canadiense, Jewelz Lee.
Victoria fue dos veces Campeona Mundial Júnior de Pankration de Hawái, Campeona Estatal de Hawái de Lucha y Campeona Mundial Júnior de la IMMAF. Entrenaba en United MMA en Hawái bajo la tutela de su cuñado Bruno Pucci.

## Carrera de artes marciales mixtas

### ONE Championship
El 30 de septiembre de 2020, a los 16 años de edad, Lee firmó un contrato para pelear en categoría de peso átomo de ONE Championship. El 26 de febrero de 2021, hizo su debut en ONE Championship: Fists Of Fury, venciendo a Sunisa Srisan por sumisión el segundo asalto.
El 30 de julio de 2021, Lee tuvo su segunda pelea contra Wang Luping en ONE Championship: Battleground. Ganó la pelea por sumisión en el primer asalto.
Lee enfrentó a Victoria Souza en ONE Championship: Revolution el 24 de septiembre de 2021. Ganó la pelea por TKO en el segundo asalto.

## Fallecimiento
El 7 de enero de 2023, la hermana mayor de Victoria, Angela Lee, reveló que Victoria había fallecido el 26 de diciembre de 2022, a los 18 años de edad. Aunque inicialmente no se dio una causa de muerte, Angela luego escribió un artículo para The Players' Tribune, titulado 'Resilient', sobre el tema, anunciando que Victoria se quitó la vida. La familia Lee cerró su centro de entrenamiento de MMA familiar en Waipahu, Hawái, y dijo que permanecería cerrado permanentemente.

## Campeonatos y logros
- Campeonato Mundial Junior de Pankatrion
  -  Campeonato Mundial Júnior de Pankration 2020, Hawái (-57 kg)[30]
  -  Campeonato Mundial Júnior de Pankration 2019, Hawái (-57 kg)[31]

- Federación Internacional de Artes Marciales Mixtas
  -  Campeonato Estatal Júnior de Lucha de la IMMAF 2019, Hawái (-57 kg)[32]
  -  Campeonato Estatal Júnior de Lucha de la IMMAF 2020, Hawái (-57 kg)[33]

## Récord en artes marciales mixtas
| Récord profesional | Récord profesional | Récord profesional |
| 3 peleas           | 3 victorias        | 0 derrotas         |
| ------------------ | ------------------ | ------------------ |
| Nocaut             | 1                  | 0                  |
| Sumisión           | 2                  | 0                  |

| Resultado | Récord | Oponente       | Método                      | Evento                          | Fecha                    | Ronda | Tiempo | Localización | Notas                     |
| --------- | ------ | -------------- | --------------------------- | ------------------------------- | ------------------------ | ----- | ------ | ------------ | ------------------------- |
| Victoria  | 3–0    | Victória Souza | TKO (golpes)                | ONE Championship: Revolution    | 24 de septiembre de 2021 | 2     | 3:58   | Kallang      |                           |
| Victoria  | 2–0    | Luping Wang    | Sumisión (triangle armbar)  | ONE Championship: Battleground  | 30 de julio de 2021      | 1     | 3:22   | Kallang      |                           |
| Victoria  | 1–0    | Sunisa Srisan  | Sumisión (rear-naked choke) | ONE Championship: Fists of Fury | 26 de febrero de 2021    | 2     | 1:03   | Kallang      | Debut profesional en MMA. |